# كتشب هاينز
هاينز صلصة الطماطم أو كتشب هاينز (بالإنجليزية: Heinz Tomato Ketchup)‏ هي العلامة التجارية من الكتشب التي تنتجها شركة هاينز (الآن كرافت هاينز).

## التاريخ
تم تقديمه لأول مرة باسم «كاتشب» في عام 1876 في بيتسبرغ، بنسلفانيا، ولا يزال هاينز تومايتو كاتشب العلامة التجارية الأكثر مبيعًا في الكاتشب. من عام 1906 تم إنتاجه بدون مواد حافظة. في عام 1907 بدأت هاينز في إنتاج 13 مليون زجاجة كاتشب سنويًا، وتصدير الكاتشب إلى جميع أنحاء العالم بما في ذلك الهند وأستراليا وأمريكا الجنوبية واليابان وإندونيسيا ونيوزيلندا وجنوب إفريقيا والمملكة المتحدة. غالبًا ما يتم تقديم كاتشب هاينز في مطاعم في الولايات المتحدة وكندا بالإضافة إلى العديد من البلدان الأخرى كتوابل للعديد من الأطعمة مثل البطاطس المقلية ورقائق البطاطس والهامبرغر والهوت دوج، يستخدم كاتشب هاينز شعار «كاتشب أمريكا المفضل». اعتبارًا من عام 2012 هناك أكثر من 650 مليون زجاجة من هاينز تومايتو تُباع سنويًا في جميع أنحاء العالم.
في يناير 2009 تم تغيير تصميم الملصق الذي كان يتضمن رسم توضيحي لقثاء مخلل كان يزين الملصق منذ تسعينيات القرن التاسع عشر واستبداله برسم إيضاحي لطماطم ناضجة مصحوبة بشعار «قم بالترقية إلى هاينز».
في استطلاع حديث لمؤشر رضا العملاء الأمريكي شمل 10.644 مستهلكًا حصلت شركة هاينز على أعلى درجة من أي شركة أطعمة أو مشروبات أعلى من كرافت وكوكا كولا ونستلة.

## الإنتاج
يتم تصنيع معظم صلصة طماطم هاينز في العالم في المصنع الرئيسي لولايات المتحدة في فريمونت، أوهايو، بعد أن أغلق المصنع الموجود فيليمينغتون أونتاريو في عام 2014.

## أصناف

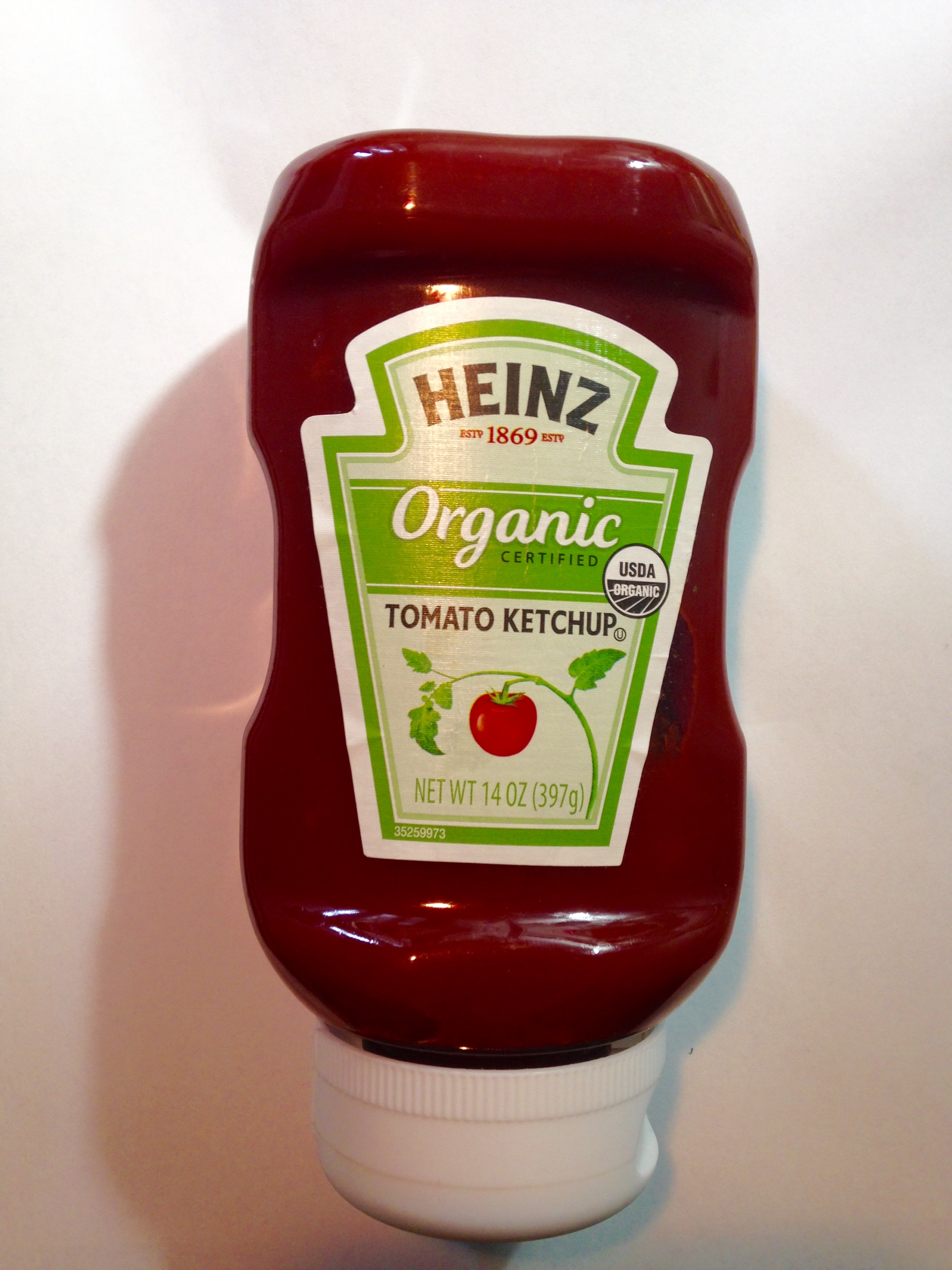
صلصة طماطم هاينز العضوية

## التعبئة والتغليف
يتم تعبئة كاتشب هاينز في عبوات زجاجية وبلاستيكية بأحجام مختلفة بالإضافة إلى عبوات بهارات تخدم الأفراد مصنوعة من رقائق معدنية أو بلاستيكية. يتم تعبئة كميات كبيرة من الكاتشب إما في علب معدنية أو أباريق بلاستيكية صلبة أو أكياس بلاستيكية مرنة أو في شكل أكياس في صندوق.
يمكن تزويد الحاويات الكبيرة بمضخات أو وضعها في موزعات لخدمة السائبة. تعتبر الحقيبة التي تحتوي على 3 جالون أمريكي (11 لتر) أكبر عرض مخصص للمطاعم؛ يتم بيع حقيبة حاوية السوائب الوسيطة (IBC) التي تحتوي على 260 جالونًا أمريكيًا (980 لترًا) لمصنعي المواد الغذائية.
موزعات هاينز كيستون عبارة عن موزعات بلاستيكية مشفرة بالألوان على شكل يشبه الجزء الأساسي من رمز "Heinz 57" تقبل أكياس التوابل التي تشمل أصناف الكاتشب الأصلية منخفضة الصوديوم إلى جانب العديد من الأصناف من الخردل والمايونيز وصلصة الرانش والمذاق.

## وصلات خارجية
- الموقع الرسمي

قالب:Heinz